# Romanovská ovce
Romanovská ovce je plemeno ovce pochází z Ruska z Jaroslavské oblasti. Plemeno je nyní rozšířeno po celém světě. Patří do skupiny kožichových krátkoocasých plemen ovcí. Do Česka byly romanovské ovce poprvé dovezeny v roce 1954 s cílem produkovat kvalitní kožešnickou surovinu, opakovaný dovoz se uskutečnil v 70. letech pro potřeby hybridizace. V Česku je v současnosti (rok 2016) chováno 14 linií beranů tohoto plemene. Původními přímo z Ruska doveznými současnými liniemi beranů jsou Recht, Romi, Rekrut, Rauch a Rosen. Mezi roky 1989 a 2010 byly omezené počty beranů dovezeny z Nizozemska (linie Rebel a Roland), Německa (Rohan), z Polska (linie Ramon, Romulus a Remus), z Ukrajiny (linie Ruslan a Rarach). V posledních letech se k nám plemeno vůbec nedováží a ČR je exportní velmocí.

## Zevnějšek
Plemeno středního tělesného rámce. Plemeno je v našich podmínkách u obou pohlaví bezrohé (ze zahraničí známe i rohatá zvířata). Hlava je černá, bílá lysina je žádoucí. Končetiny černé s povolenými bílými odznaky na distálních koncích. Bílá skvrna na konci ocasu není na závadu. Vlna má černé pesíky, podsada je světle šedá. Žádoucí barva rouna je ocelová šeď. Vlna je sortimentu C-DE (29-55 µm), smíšená, polohrubá a tvoří na celém povrchu těla prstenčité závitky. Při hodnocení zevnějšku je kladen hlavní důraz na korektnost tělesné stavby (postoj končetin, pevnost hřbetu a beder).

## Užitkovost
Je to především plodné plemeno ovcí. Mezi plemeny chovanými v Česku má jednoznačně nejvyšší plodnost. Poměr počtu narozených jehňat k počtu obahněných ovcí činil v roce 2008 244,5 %, přičemž průměr všech plemen v Česku je 156 %. Prvničky mají obvykle 2-3 jehňata. Na dalších vrzích pak obvykle 3 a více jehňat. Plemeno se vyznačuje asezonností říje, což umožňuje bahnění dvakrát do roka. Romanovská ovce byla také využita ke zlepšení plodnosti u řady plemen v různých zemích (INRA 401 ve Francii, Gotland ve Švédsku, Salz ve Španělsku). Romanovská ovce patří do skupiny tzv. kožichových ovcí. Její kůže je velmi lehká. V dnešní době mají ovčí kůže obecně velmi nízkou tržní cenu. Masná užitkovost plemene je slabší, zejména pokud jde o osvalení. Celková produkce jehněčího masa na bahnici a rok je však mezi plemeny chovanými v Česku nejvyšší. Menší přírůstek vlastního jehněte je více než dobře kompenzován větším počtem jehňat ve vrhu. V roce 2016 bylo dosaženo rekordního vrhu osmerčat.

## Způsob chovu
Jde o intenzivní plemeno ovcí méně vhodné do extenzivních podmínek. Dobré podmínky prostředí dokáže bohatě vrátit. Vyžaduje pozornost v době bahnění a po bahnění. Toto plemeno je jednak chováno v čistokrevné podobě a jednak je využíváno v mateřské pozici ke křížení. To znamená, že na čistokrevné plemenice jsou připouštěni berani masných plemen. Získáme tak větší počet dobře osvalených jehňat. Masná užitkovost není totiž u romanovských ovcí příliš dobrá, zejména je slabší osvalení. Křížením se tento problém do značné míry odstraní. Pomůže nám i heterozní efekt. Nevýhodou tohoto systému je nutnost zajistit si zdroj čistokrevných ovcí do mateřské pozice. Proto lze do budoucna očekávat, že budou vedle sebe existovat užitkové chovy, produkující finální jatečná jehňata, a šlechticí chovy, které budou do užitkových chovů dodávat plemenné jehnice k dalšímu chovu.

## Situace v Česku
V roce 2008 bylo v Česku v kontrole užitkovosti chováno 1068 bahnic. Česká republika patří z hlediska šlechtění do světové špičky. Plemenný materiál je od nás exportován do řady zemí (Rumunsko, Maďarsko, Německo, Slovensko, Nizozemsko, Bosna, Francie, Chorvatsko, Srbsko).[zdroj?] Česká republika je jednou z mála zemí, kde se vyrábějí inseminační dávky tohoto plemene.

## Národní výstavy plemene
Klub chovatelů romanovských ovcí každoročně pořádá Národní výstavu romanovských ovcí. Jde o hlavní chovatelskou událost plemene.  První ročník proběhl v roce 2013. Na této výstavě jsou vybráni národní šampióni  plemene romanovská ovce pro daný ročník. Soutěží se ve 4 kategoriích : starší romanovský beran, mladší romanovský beran (do 12 měcíců věku), starší romanovská plemenice a mladší romanovská plemenice (do 12 měsíců). Rozsahem jde o největší výstavu plemene ovcí (asi 100 kusů). Kromě plemene romanovská ovce pořádá od roku 2014 v menším rozsahu  národní výstavy i plemeno ovcí clun forest. Hodnotí se celkem 4 skupiny znaků zevnějšku seřazené podle důležitosti: kapacita těla , harmonie tělesné stavby, přiblížení barevnému standardu a pohlavní výraz.